# NGC 4746
NGC 4746 est une galaxie spirale vue par la tranche et située dans la constellation de la Vierge. Sa vitesse par rapport au fond diffus cosmologique est de 2 098 ± 22 km/s, ce qui correspond à une distance de Hubble de 30,9 ± 2,2 Mpc (∼101 millions d'al). NGC 4746 a été découverte par l'astronome britannique John Herschel en 1830.
La classe de luminosité de NGC 4746 est II et elle présente une large raie HI. Elle renferme également des régions d'hydrogène ionisé. De plus, c'est une galaxie LINER, c'est-à-dire une galaxie dont le noyau présente un spectre d'émission caractérisé par de larges raies d'atomes faiblement ionisés.
À ce jour, une douzaine de mesures non basées sur le décalage vers le rouge (redshift) donnent une distance de 32,725 ± 4,486 Mpc (∼107 millions d'al), ce qui est à l'intérieur des valeurs de la distance de Hubble.